# Пириул-Фагулуй
Пириул-Фагулуй (рум. Pârâul Fagului) — село у повіті Нямц в Румунії. Входить до складу комуни Пояна-Теюлуй.
Село розташоване на відстані 300 км на північ від Бухареста, 44 км на північний захід від П'ятра-Нямца, 129 км на захід від Ясс.

## Населення
За даними перепису населення 2002 року у селі проживали 302 особи, усі — румуни. Усі жителі села рідною мовою назвали румунську.